# Robert Greenhut
Robert Greenhut (New York, 18 dicembre 1942) è un produttore cinematografico statunitense.
Famoso per essere stato il partner produttivo di Woody Allen negli anni ottanta e novanta, contribuì al successo di pellicole come La rosa purpurea del Cairo, Hannah e le sue sorelle (per la quale è stato nominato all'Oscar al miglior film) e Pallottole su Broadway.

## Biografia
Dopo aver studiato musica all'Università di Miami, Greenhut inizia la carriera nel cinema lavorando come assistente produttore alla commedia del 1967 The Tiger Makes Out.
Negli anni successivi svolge i compiti di manager di produzione, aiuto regista e produttore associato, per poi debuttare come produttore nel 1974 con Huckleberry Finn di J. Lee Thompson. L'anno successivo lavora su Il prestanome, nel quale recita anche Woody Allen; i due instaurano un sodalizio lavorativo che si protrae da Io e Annie fino a Tutti dicono I Love You, durante il quale Greenhut svolge alternativamente i compiti di produttore, produttore associato o produttore esecutivo.
Oltre ad Allen, Greenhut stringe rapporti con registi come Penny Marshall e Mike Nichols, per i quali produce diverse loro pellicole.

## Vita privata
È sposato con Ellen F. Greenhut, coordinatrice d'aste per conto di Christie's, dalla quale ha avuto una figlia Caryn Greenhut, attrice comparsa nella serie televisiva Jack & Jill.

## Premi e riconoscimenti
- 1986 - Premio BAFTA
  - Miglior film per La rosa purpurea del Cairo
- 1987 - Premio Oscar
  - Candidatura miglior film per Hannah e le sue sorelle
- 1987 - Premio BAFTA
  - Candidatura miglior film per Hannah e le sue sorelle
- 1988 - Premio BAFTA
  - Candidatura miglior film per Radio Days

- 1991 - Premio BAFTA
  - Candidatura miglior film per Crimini e misfatti
- 1995 - Independent Spirit Awards
  - Candidatura miglior film per Pallottole su Broadway
- 1996 - Satellite Awards
  - Candidatura miglior film commedia o musicale per Tutti dicono I Love You
- 1998 - Munich Film Festival
  - High Hopes Award per With Friends Like These...

## Filmografia

### Produttore
- Huckleberry Finn, regia di J. Lee Thompson (1974)
- Lenny, regia di Bob Fosse (1974)
- Quel pomeriggio di un giorno da cani (Dog Day Afternoon), regia di Sidney Lumet (1975)
- Il prestanome (The Front), regia di Martin Ritt (1976)
- Io e Annie (Annie Hall), regia di Woody Allen - produttore esecutivo (1977)
- Interiors, regia di Woody Allen - produttore esecutivo (1978)
- Hair, regia di Miloš Forman (1979)
- Manhattan, regia di Woody Allen - produttore esecutivo (1979)
- Stardust Memories, regia di Woody Allen (1980)
- Arturo (Arthur), regia di Steve Gordon (1981)
- Una commedia sexy in una notte di mezza estate (A Midsummer Night's Sex Comedy), regia di Woody Allen (1982)
- Re per una notte (The King of Comedy), regia di Martin Scorsese - produttore esecutivo (1983)
- Zelig, regia di Woody Allen (1983)
- Broadway Danny Rose, regia di Woody Allen (1984)
- La rosa purpurea del Cairo (The Purple Rose of Cairo), regia di Woody Allen (1985)
- Hannah e le sue sorelle (Hannah and Her Sisters), regia di Woody Allen (1985)
- Heartburn - Affari di cuore (Heartburn), regia di Mike Nichols (1986)
- Radio Days, regia di Woody Allen (1987)
- Settembre (September), regia di Woody Allen (1987)
- Una donna in carriera (Working Girl), di Mike Nichols - produttore esecutivo (1988)
- Big, regia di Penny Marshall (1988)
- Un'altra donna (Another Woman), regia di Woody Allen (1988)
- New York Stories, regia di Woody Allen, Francis Ford Coppola e Martin Scorsese (1989)
- Crimini e misfatti (Crimes and Misdemeanors), regia di Woody Allen (1989)
- Alice, regia di Woody Allen (1990)
- Cartoline dall'inferno (Postcards from the Edge), regia di Mike Nichols - produttore esecutivo (1990)
- Scappiamo col malloppo (Quick Change), regia di Howard Franklin e Bill Murray (1990)
- Ombre e nebbia (Shadows and Fog), regia di Woody Allen (1991)
- Mariti e mogli (Husbands and Wives), regia di Woody Allen (1992)
- Ragazze vincenti (A League of Their Own), regia di Penny Marshall (1992)
- Misterioso omicidio a Manhattan (Manhattan Murder Mystery), regia di Woody Allen (1993)
- Don't Drink the Water, regia di Woody Allen - film TV (1994)
- Pallottole su Broadway (Bullets Over Broadway), regia di Woody Allen (1994)
- Wolf - La belva è fuori (Wolf), regia di Mike Nichols (1994)
- Mezzo professore tra i marines (Renaissance Man), regia di Penny Marshall (1994)
- La dea dell'amore (Mighty Aphrodite), regia di Woody Allen (1995)
- Tutti dicono I Love You (Everyone Says I Love You), regia di Woody Allen (1996)
- Uno sguardo dal cielo (The Preacher's Wife), regia di Penny Marshall - produttore esecutivo (1996)
- With Friends Like These..., regia di Philip Frank Messina (1998)
- Una spia per caso (Company Man), regia di Douglas McGrath - produttore esecutivo (2000)
- Stateside - Anime ribelli (Stateside), regia di Reverge Anselmo (2004)
- Prova a incastrarmi (Find Me Guilty), regia di Sidney Lumet (2006)
- La musica nel cuore (August Rush), regia di Kirsten Sheridan - produttore esecutivo (2007)
- Brooklyn's Finest, regia di Antoine Fuqua - produttore esecutivo (2009)
- Trust, regia di David Schwimmer (2010)

### Aiuto regista
- Panico a Needle Park (The Panic in Needle Park), regia di Jerry Schatzberg (1971)
- Il mio uomo è una canaglia (Born to Win), regia di Ivan Passer (1971)
- Amiamoci così, belle signore (Last of the Red Hot Lovers), regia di Gene Saks (1972)
- Arturo (Arthur), regia di Steve Gordon (1981)